# Marcel Schlechter

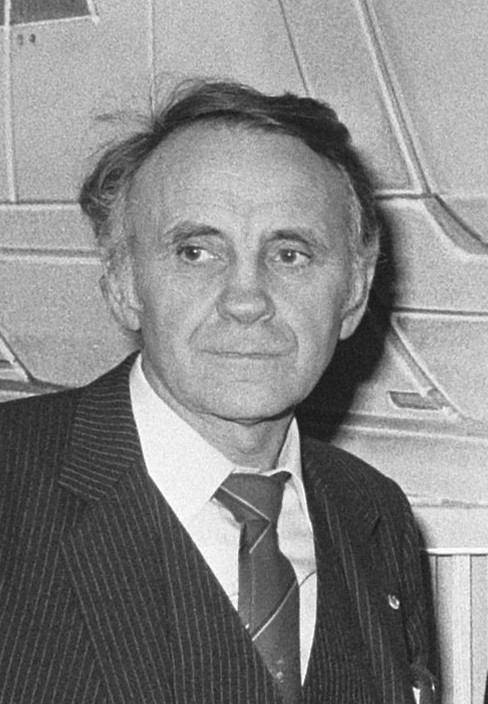
Marcel Schlechter (1986)

Marcel Schlechter (* 9. Juli 1928 in Luxemburg; † 10. November 2023) war ein luxemburgischer Boxer und Politiker der LSAP.

## Leben und Beruf
Schlechter wuchs in den Kriegsjahren bei seinem Onkel auf, der sich zum Kommunismus bekannte. Nach Abschluss der Schule absolvierte er eine Lehre zum Gärtner. Danach war er im Walzwerk der ARBED in Schifflingen und als Weinlieferant tätig, ehe er eine Stelle als Busfahrer bei der CFL übernahm. In dieser Zeit schloss er sich dem LAV an, der später im OGBL aufging.
Am 10. November 2023 starb Marcel Schlechter im Alter von 95 Jahren.

## Boxsport
In der Nachkriegszeit war Schlechter als Boxer aktiv. 1951 wurde er luxemburgischer Meister im Leichtgewicht, zwei Jahre später gewann er die Meisterschaft im Weltergewicht.

## Politik
Schlechter war Mitglied der LSAP. Einige Jahre lang gehörte er dem Gemeinderat von Echternach an.

### Mitglied der Kammer
1967 rückte Schlechter für Victor Bodson in die Abgeordnetenkammer nach. Bei der Neuwahl 1968 verpasste er die Wiederwahl, sodass er sein Mandat nach einem Jahr wieder verlor und zunächst in den Beruf des Busfahrers zurückkehrte. Bei der Wahl 1974 gelang ihm die Rückkehr in die Kammer, sein Mandat wurde 1979 bestätigt. 1984 wurde er zwar erneut wiedergewählt, nach der Ernennung zum Minister verzichtete er jedoch aufs Mandat. 1989 zog er, nach dem Ausscheiden aus der Regierung, wieder in die Kammer ein. Dabei erhielt er im Wahlkreis Osten die meisten Stimmen aller Kandidaten. Im Jahr darauf schied er mit dem Wechsel ins Europäische Parlament endgültig aus der Kammer aus.

### Ministeramt
Nach der Wahl 1984 wurde Schlechter als Minister für Verkehr, öffentliche Bauten und Energie in die Regierung Santer-Poos I berufen. In diesem Amt brachte er unter anderem die Modernisierung und Elektrifizierung der Bahnstrecke Luxemburg–Spa, die Einführung einer „Jumbokarte“ zur kostenlosen Nutzung des Nahverkehrs für Jugendliche, die Fertigstellung der Autoroute 1 nach Trier und den Bau der Autoroute 13 im Süden des Landes sowie der Umfahrung der Stadt Luxemburg auf den Weg, ferner die Erweiterung des Erdgasnetzes. Nach der Wahl 1989 schied er aus der Regierung aus.

### Europäisches Parlament
Schlechter kandidierte bei der ersten Europawahl 1979 für die LSAP, erhielt jedoch auf seiner Liste die wenigsten Stimmen. 1984 kandidierte er erneut, diesmal belegte er den elften Platz unter zwölf Kandidaten. Auch 1989 stand er auf der Liste der LSAP, diesmal wurde er Siebter. Nach dem Verzicht vierer Kandidaten aufgrund der Berufung ins Ministeramt zogen Robert Krieps und Ben Fayot ins Europäische Parlament ein. Nach dem Tod von Robert Krieps am 1. August 1990 wurde Schlechter zum Nachrücker berufen. Im EU-Parlament hatte er anfangs das Amt des stellvertretenden Vorsitzenden der Delegation für die Beziehungen zur Schweiz inne. Bei der Europawahl 1994 wurde sein Mandat bestätigt. Auch 1999 trat er wieder an, verpasste jedoch den Wiedereinzug und schied aus dem EU-Parlament aus.